# Syderoblasty pierścieniowate
Syderoblasty pierścieniowate (ang. ring sideroblasts, RS) - syderoblasty, w których ziarnistości zawierające żelazo otaczają ponad ⅓ obwodu jądra komórkowego. Występują, między innymi, w niektórych zespołach mielodysplastycznych czy anemii syderoblastycznej.